# Óscar Levín Coppel
Oscar Guillermo Levín Coppel (Mazatlán, Sinaloa, 4 de septiembre de 1948) es un político y economista mexicano, miembro del Partido Revolucionario Institucional, ha sido varias veces diputado federal y diputado local en la Asamblea Legislativa del Distrito Federal y delegado en la Ciudad de México en las demarcaciones: Gustavo A. Madero y Álvaro Obregón. Actualmente funge como Vocal del IPAB.
Fue diputado federal plurinominal a la LVIII Legislatura de 2000 a 2003, periodo durante el cual fue presidente de la Comisión de Hacienda y Crédito Público de la Cámara de Diputados, desde ese puesto fue uno de los principales opositores a las propuestas de reforma fiscal del gobierno de Vicente Fox, sin embargo al término de su periodo aceptó la Presidencia de la Comisión de Defensa a los Usuarios de Servicios Financieros (Condusef). Asimismo fue director de la Casa de Moneda de México de 2006 a 2009.